# Hidrogéngazdaság
A hidrogéngazdaság annak az elképzelésnek a neve, hogy a gazdasági életben az energia elosztásában a hidrogén fog domináns szerephez jutni. A hidrogén oxigénnel való reakciója, vagyis égése során energia szabadul fel, az égéstermék pedig tiszta víz. 
A legtöbb elképzelés szerint a hidrogén elsősorban mint energiahordozó fog szerepet játszani a hidrogéngazdaságban. Az elektrolízis, szén-dioxid redukciója vagy más módon létrejött hidrogén gáz és cseppfolyós halmazállapotban is tárolható, és a megfelelő időben és helyen elégethető. A hidrogén alkalmazása a legelőrehaladottabbnak a gépjárművekben tekinthető, ahol a hidrogén mint belső égésű motorok tüzelőanyaga, illetve mint áramot termelő tüzelőanyag cellába zárt tüzelőanyag is felhasználható. 